# Израиль на «Евровидении-1973»
Израиль в первый раз принял участие в конкурсе песни «Евровидение-1973», проходившем в Люксембурге. Страну на конкурсе представила Иланит с песней «Ey Sham» («אֵי שָם»), выступившая под номером 17.

## История
В 1972 году, когда Иланит, вместе со своим мужем Шломо Цахом работала в Германии, дуэт получил предложение стать представителями Германии на конкурсе песни «Евровидение-1972». Обдумывая это предложение, они предположили, что Израиль мог бы принять участие на конкурсе и обратились в Израильское управление телерадиовещания с предложением, что Иланит станет представительницей Израиля на конкурсе. Однако, к тому времени, когда IBA связались с Европейским вещательным союзом, приём заявок для участия в конкурсе закрылся. Иланит получила возможность представить Израиль на конкурсе песни «Евровидение-1973».
Примечательно, что израильтяне ранее принимали участие на конкурсе, выступая от других стран. К примеру, в 1963 году израильтянки Кармела Коррен и Эстер Офарим представили Австрию и Швейцарию соответственно.

## Евровидение
На конкурсе песни «Евровидение-1973» Иланит выступила семнадцатой и последней (после представительницы Франции). В конце голосования композиция получила 97 баллов, заняв четвёртое место.

### Баллы, полученные Израилем
| Баллы, полученные Израилем                         | Баллы, полученные Израилем | Баллы, полученные Израилем | Баллы, полученные Израилем                          | Баллы, полученные Израилем                              |
| 10 баллов                                          | 9 баллов                   | 8 баллов                   | 7 баллов                                            | 6 баллов                                                |
| -------------------------------------------------- | -------------------------- | -------------------------- | --------------------------------------------------- | ------------------------------------------------------- |
|                                                    |                            | - Люксембург               | - Германия - Ирландия - Италия - Монако - Югославия | - Бельгия - Финляндия - Нидерланды - Швеция - Швейцария |
| 5 баллов                                           | 4 балла                    | 3 балла                    | 2 балла                                             |                                                         |
| - Франция - Норвегия - Португалия - Великобритания | - Испания                  |                            |                                                     |                                                         |

### Баллы, данные Израилем
| 10 баллов |                                           |
| 9 баллов  | Великобритания Норвегия                   |
| 8 баллов  | Испания Люксембург                        |
| 7 баллов  |                                           |
| 6 баллов  |                                           |
| 5 баллов  | Португалия Финляндия Швеция               |
| 4 балла   | Германия Ирландия Италия Монако Югославия |
| 3 балла   | Швейцария                                 |
| 2 балла   | Бельгия Нидерланды Франция                |